# Campeonato Cearense de Serie B
El Campeonato Cearense de Serie B  es la división de ascenso  al Campeonato Cearense. La primera edición fue realizada en 1915, organizada por la Associação Cearense de Desportos.

## Historia
A través de las décadas tuvimos las siguientes disputas: De 1915 a 1919, cinco campeonatos con tres ascensos promovidos por la Liga Metropolitana Cearense de Futebol, de 1920 a 1929 tuvimos diez campeonatos con derecho a seis años con ascensos, todos promovidos por la Associação Desportiva Cearense, de 1930 a En 1939 hubo diez campeonatos más con al menos cinco años con ascensos, en esta década la ADC promovió las ediciones de 1930 a 1933 y la de 1939, mientras que las competencias de 1934 a 1938 estuvieron a cargo de la Liga Desportiva Suburbana Cearense. En la década de 1940 a 1949, se jugaron diez campeonatos, el de 1940 promovido por la ADC y el de 1941 a 1949 por la Federação Cearense de Desportos, en total tuvieron apenas dos ascensos que desanimaron a los clubes. De 1950 a 1958 tuvimos ocho campeonatos, con dos ascensos directos y una para la prueba de fuego, y el campeonato no se disputó en dos años. En la década de los sesenta, la Segunda División se jugó en nueve ocasiones, estructurándose en 1966, con ascenso en cuatro años seguidos y un puesto en la prueba de fuego en una ocasión. En las décadas de 1970 y 1980 no teníamos la división de ascenso, porque la Federação Cearense de Futebol creada en 1973 sólo realizaba la Serie A estatal. En la década de los noventa, la Segunda división volvió con toda su fuerza, disputándose en seis ocasiones, con el Torneo Selectivo en 1994, donde ascendieron dos equipos, con el Intermunicipal de 1995 a 1997, donde los reglamentos de la APCDEC y FCF reportaron el derecho de ascenso, y en dos ocasiones sucedió, una para el evento principal y otra para la estructurada Segunda División de 1998, este año la FCF volvió a realizar la competencia. En la década de 2000, de 2010 a 2022, hubo veintidós ediciones con ascenso a la Serie A y descenso de 2004 a la Serie C. Por lo tanto, a lo largo de la historia tuvimos 80 ediciones del Campeonato de Segunda División de Ceará.

## Equipos participantes 2025
| Equipo                                          | Ciudad            | En 2024       | Estadio           | Capacidad |
| ----------------------------------------------- | ----------------- | ------------- | ----------------- | --------- |
| Futebol Clube Atlético Cearense                 | Fortaleza         | 9º (Série A)  | Raimundão         | 7 800     |
| Caucaia Esporte Clube                           | Caucaia           | 10º (Série A) | Raimundão         | 7 800     |
| Crato Esporte Clube                             | Crato             | 2º (Série C)  | Mirandão          | 10 000    |
| Guarani Esporte Clube                           | Juazeiro do Norte | 5º            | Arena Romeirão    | 17 230    |
| Associação Desportiva Recreativa Cultural Icasa | Juazeiro do Norte | 3º            | Arena Romeirão    | 17 230    |
| Itapipoca Esporte Clube                         | Itapipoca         | 4º            | Perilão           | 10 000    |
| Maranguape Futebol Clube                        | Maranguape        | 7º            | Moraisão          | 5 000     |
| Quixadá Futebol Clube                           | Quixadá           | 1º (Série C)  | Abilhão           | 5 000     |
| Associação dos Desportistas de Pacatuba         | Pacatuba          | 8º            | Moraisão          | 5 000     |
| Associação Esportiva Tiradentes                 | Fortaleza         | 6º            | Presidente Vargas | 20 268    |

## Palmarés[1]
| Temporada                              | Campeón             | Resultado      | Subcampeón           |
| -------------------------------------- | ------------------- | -------------- | -------------------- |
| Liga Metropolitana Cearense de Futebol |                     |                |                      |
| 1915                                   | Riachuelo           |                |                      |
| 1916                                   | Hespéria            |                |                      |
| Associação Desportiva Cearense         |                     |                |                      |
| 1921                                   | América             |                |                      |
| 1922                                   | Humaitá             |                | Flamengo             |
| 1925                                   | Maranguape SC       |                |                      |
| 1929                                   | SC Crato            |                | Flamengo             |
| 1930                                   | Maranguape SC       |                |                      |
| 1931                                   | Sam Christovam      |                |                      |
| 1932                                   | América             |                |                      |
| Liga Suburbana de Desporto             |                     |                |                      |
| 1934                                   | Ferroviário         |                |                      |
| 1935                                   | Guarani             |                |                      |
| 1936                                   | Flamengo            |                | José de Alencar      |
| 1937                                   | Cavalaria           |                | Mangueira FC         |
| 1939                                   | Flamengo            |                |                      |
| 1940                                   | Social              |                |                      |
| 1941                                   | Luso                |                | Terra e Mar          |
| Federação Cearense de Desportos        |                     |                |                      |
| 1942                                   | Fluminense          |                |                      |
| 1943                                   | Luso                |                | Riachuelo            |
| 1944                                   | José de Alencar     |                | Águia do Norte       |
| 1945                                   | Águia do Norte      |                | 1º de Maio           |
| 1946                                   | Águia do Norte      |                |                      |
| 1947                                   | Águia do Norte      |                | Paulista             |
| 1948                                   | Águia do Norte      |                |                      |
| 1949                                   | Porangaba SC        |                | Vargas Filho         |
| 1950                                   | ?                   |                | ?                    |
| 1951                                   | Usina Ceará         |                | Vargas Filho         |
| 1952                                   | Vargas Filho        |                | 24 de Maio           |
| 1953                                   | Porangaba SC        |                | Vargas Filho         |
| 1954                                   | Porangaba SC        |                | Águia do Norte       |
| 1955                                   | Porangaba SC        |                | Paulista             |
| 1956                                   | 24 de Maio          |                | Vargas Filho         |
| 1957                                   | Terra e Mar         |                |                      |
| 1958                                   | Terra e Mar         |                | Treze de Porangabuçu |
| 1959                                   | Terra e Mar         |                |                      |
| 1960                                   | ?                   |                | ?                    |
| 1961                                   | ?                   |                | ?                    |
| 1962                                   | ?                   |                | ?                    |
| 1963                                   | ?                   |                | ?                    |
| 1964                                   | ?                   |                | ?                    |
| 1965                                   | ?                   |                | ?                    |
| 1966                                   | Guarany de Sobral   |                | Quixadá              |
| 1967                                   | Quixadá             |                | Messejana            |
| 1968                                   | Tiradentes          | 0:0, 1:0, 0:0  | Riachuelo            |
| 1969                                   | Olavo Bilac         | 3:2, 3:1       | Messejana            |
| Federação Cearense de Futebol          |                     |                |                      |
| 1994                                   | EC Limoeiro         |                | Uruburetama          |
| 1998                                   | Uniclinic           |                | Itapipoca            |
| 1999                                   | Guarany de Sobral   | Liguilla       | Crato                |
| 2000                                   | Itapajé             | Cuadrangular   | Boa Viagem           |
| 2001                                   | AD Limoeiro         | Cuadrangular   | Maranguape           |
| 2002                                   | Itapipoca           | Cuadrangular   | Quixadá              |
| 2003                                   | Icasa               | Cuadrangular   | Uniclinic            |
| 2004                                   | Guarani de Juazeiro | Cuadrangular   | Tiradentes           |
| 2005                                   | Guarany de Sobral   | Cuadrangular   | Maranguape           |
| 2006                                   | Guarani de Juazeiro | Cuadrangular   | Itapajé              |
| 2007                                   | Horizonte           | Cuadrangular   | Boa Viagem           |
| 2008                                   | Guarany de Sobral   | 3:1, 0:1       | Maranguape           |
| 2009                                   | AD Limoeiro         | 2:0, 3:2       | Crato                |
| 2010                                   | Icasa               | Liguilla       | Tiradentes           |
| 2011                                   | Trairiense          | Liguilla       | Crateús              |
| 2012                                   | Maracanã            | Hexagonal      | São Benedito         |
| 2013                                   | Itapipoca           | 0:1, 3:2       | Quixadá              |
| 2014                                   | São Benedito        | Hexagonal      | Maranguape           |
| 2015                                   | Tiradentes          | 1:1 (pen. 5-3) | Uniclinic            |
| 2016                                   | Alto Santo          | 0:0 (pen. 7-6) | Horizonte            |
| 2017                                   | Iguatu              | 1:0            | Floresta             |
| 2018                                   | Barbalha            | 0:0, 3:1       | Guarany de Sobral    |
| 2019                                   | Caucaia             | 3:0            | Pacajús              |
| 2020                                   | Icasa               | 2:0            | Crato                |
| 2021                                   | Maracanã            | Liguilla       | Iguatu               |
| 2022                                   | Guarani de Juazeiro | Liguilla       | Barbalha             |
| 2023                                   | Horizonte           | Liguilla       | Floresta             |
| 2024                                   | Tirol               | 3:0            | Cariri               |
| 2025                                   | Maranguape          | 1:1 (pen. 5-4) | Quixadá              |

## Títulos por equipo (1915-2025)
| Club                 | Títulos | Subtítulos | Años campeón           | Años subcampeón        |
| -------------------- | ------- | ---------- | ---------------------- | ---------------------- |
| Águia do Norte       | 4       | 2          | 1945, 1946, 1947, 1948 | 1944, 1954             |
| Guarany de Sobral    | 4       | 1          | 1966, 1999, 2005, 2008 | 2018                   |
| Porangaba SC         | 4       | -          | 1949, 1953, 1954, 1955 | ----                   |
| Terra e Mar          | 3       | 1          | 1957, 1958, 1959       | 1941                   |
| Guarani de Juazeiro  | 3       | -          | 2004, 2006, 2022       | ----                   |
| ADRC Icasa           | 3       | -          | 2003, 2010, 2020       | ----                   |
| Tiradentes           | 2       | 2          | 1968, 2015             | 2004, 2010             |
| Flamengo             | 2       | 2          | 1936, 1939             | 1922, 1929             |
| Itapipoca            | 2       | 1          | 2002, 2013             | 1998                   |
| Horizonte            | 2       | 1          | 2007, 2023             | 2016                   |
| América              | 2       | -          | 1921, 1932             | ----                   |
| Luso                 | 2       | -          | 1941, 1943             | ----                   |
| AD Limoeiro          | 2       | -          | 2001, 2009             | ----                   |
| Maracanã             | 2       | -          | 2012, 2021             | ----                   |
| Maranguape SC        | 2       | -          | 1925, 1930             | ----                   |
| Vargas Filho         | 1       | 4          | 1952                   | 1949, 1951, 1953, 1956 |
| Quixadá              | 1       | 4          | 1967                   | 1966, 2002, 2013, 2025 |
| Maranguape           | 1       | 4          | 2025                   | 2001, 2005, 2008, 2014 |
| Riachuelo            | 1       | 2          | 1915                   | 1943, 1968             |
| Atlético Cearense    | 1       | 2          | 1998                   | 2003, 2015             |
| José de Alencar      | 1       | 1          | 1944                   | 1936                   |
| 24 de Maio           | 1       | 1          | 1956                   | 1952                   |
| Itapajé              | 1       | 1          | 2000                   | 2006                   |
| São Benedito         | 1       | 1          | 2014                   | 2012                   |
| Iguatu               | 1       | 1          | 2017                   | 2021                   |
| Barbalha             | 1       | 1          | 2018                   | 2022                   |
| Hespéria             | 1       | -          | 1916                   | ----                   |
| Sam Christovam       | 1       | -          | 1931                   | ----                   |
| Ferroviário          | 1       | -          | 1934                   | ----                   |
| Guarani              | 1       | -          | 1935                   | ----                   |
| Social               | 1       | -          | 1940                   | ----                   |
| Fluminense           | 1       | -          | 1942                   | ----                   |
| Usina Ceará          | 1       | -          | 1951                   | ----                   |
| Olavo Bilac          | 1       | -          | 1969                   | ----                   |
| EC Limoeiro          | 1       | -          | 1994                   | ----                   |
| Trairiense           | 1       | -          | 2011                   | ----                   |
| Alto Santo           | 1       | -          | 2016                   | ----                   |
| Caucaia              | 1       | -          | 2019                   | ----                   |
| Cavalaria            | 1       | -          | 1937                   | ----                   |
| Humaitá              | 1       | -          | 1922                   | ----                   |
| SC Crato             | 1       | -          | 1929                   | ----                   |
| Tirol                | 1       | -          | 2024                   | ----                   |
| Crato                | -       | 3          | ----                   | 1999, 2009, 2020       |
| Messejana            | -       | 2          | ----                   | 1967, 1969             |
| Boa Viagem           | -       | 2          | ----                   | 2000, 2007             |
| Paulista             | -       | 2          | ----                   | 1947, 1955             |
| Floresta             | -       | 2          | ----                   | 2017, 2023             |
| Mangueira FC         | -       | 1          | ----                   | 1937                   |
| 1º de Maio           | -       | 1          | ----                   | 1945                   |
| Treze de Porangabuçu | -       | 1          | ----                   | 1958                   |
| Uruburetama          | -       | 1          | ----                   | 1994                   |
| Crateús              | -       | 1          | ----                   | 2011                   |
| Pacajús              | -       | 1          | ----                   | 2019                   |
| Cariri               | -       | 1          | ----                   | 2024                   |

## Goleadores
| Año  | Jugador                     | Club                          | Goles |
| ---- | --------------------------- | ----------------------------- | ----- |
| 2004 | Paulinho                    | Guarany de Sobral             | 22    |
| 2005 | Danilo Pitbull              | Crateús                       | 15    |
| 2006 | Vavá                        | Horizonte                     | 11    |
| 2007 | Wescley                     | Boa Viagem                    | 18    |
| 2008 | Danilo Pitbull              | Maranguape                    | 18    |
| 2009 | Assiszinho Sammy            | Crato Limoeiro                | 15    |
| 2010 | Adriano Paulinho            | Arsenal Uniclinic             | 15    |
| 2011 | Rafhael Luquinha            | Maracanã Trairiense           | 10    |
| 2012 | Paulinho                    | Boa Viagem                    | 15    |
| 2013 | Alan                        | Quixadá                       | 13    |
| 2014 | Nego Pai                    | Maranguape                    | 11    |
| 2015 | Cleber Paraíba              | Tiradentes                    | 13    |
| 2016 | Netinho Moré Roney          | Floresta Floresta Ferroviário | 14    |
| 2017 | Luiz Carlos Otacílio Marcos | Icasa Iguatu                  | 6     |
| 2018 | Cleber                      | Barbalha                      | 11    |
| 2019 | Ciel                        | Caucaia                       | 12    |
| 2020 | Vinicius                    | Crato                         | 11    |
| 2021 | Otacilio                    | Iguatu                        | 6     |
| 2022 | Dentinho Tiaguinho          | Horizonte Guarani de Juazeiro | 6     |
| 2023 | Rodolfo                     | Floresta                      | 9     |
| 2024 | Tiaguinho                   | Cariri                        | 7     |
| 2025 | Rogerinho                   | Crato                         | 6     |